# Budgie (banda)
Budgie foi uma banda de hard rock/heavy metal de Cardiff, País de Gales. Eles são descritos pelo autor Garry Sharpe-Young como uma das primeiras bandas de heavy metal e uma influência seminal para muitos este sub-estilo, com rock rápido e pesado (uma influência no nova onda do heavy metal britânico (NWOBHM) e atos como o Metallica). A atual formação é composta por Simon Lees (guitarra), Burke Shelley (baixo e vocal) e Steve Williams (bateria).

## Carreira
Criada em 1968, sua formação original consistia de Burke Shelley (John Burke Shelley, 10 de abril de 1947, Tiger Bay, Cardiff, South Glamorgan, Gales do Sul) no baixo e vocal, Tony Bourge (Anthony James Bourge, 23 de novembro de 1948, Tiger Bay, Cardiff, South Glamorgan, Gales do Sul) (guitarra e vocal) e Ray Phillips (Raymond John Phillips, 1 de março de 1945, Tiger Bay, Cardiff, South Glamorgan, Gales do Sul) na bateria.
Seu primeiro álbum foi gravado em Rockfield Studios com o produtor do Black Sabbath, Rodger Bain e lançado em 1971, e seguido por Squawk de 1972. O terceirp álbum, Never Turn Your Back on a Friend (1973), inseriu a banda na história do rock and roll,  possivelmente contém sua melhor canção, "Breadfan", mais tarde regravada pelo Metallica (que também regravou "Crash Course In Brain Surgery"). Ray Philips deixou a banda antes do quarto álbum In for the Kill ser gravado e foi substituído por Pete Boot (Peter Charles Boot, 30 de setembro de 1950, West Bromwich, Staffordshire).
Em 1975, Bourge e Shelley se juntaram ao baterista Steve Williams para o álbum Bandolier, Bourge deixou a banda em dezembro de 1978 e foi substituído por John Thomas.  A música do LP de 1978, "Impeckable", fez parte da trilha sonora do filme "J-Men Forever" de 1979 (aparecendo freqüentemente na série de televisão "Night Flight" da USA Network de 1981 a 1988) e se tornou um clássico. A banda resistiu com sucesso à New Wave of British Heavy Metal (NWOBHM) até 1982, sendo até mesmo a atração principal dos Festivais de Reading e Leeds. Eles chegaram a ter um grande número de fãs na Polônia, chegando a ser a primeira banda de heavy metal a se apresentar atrás da Cortina de Ferro em 1982. Teve também destaque a sua excursão com o apoio de Ozzy Osbourne em 1984.
A banda se desfez em 1988, seus integrantes foram participar de produções em estúdios e ocasionalmente sendo convidados para outros projetos; John Thomas participou no estúdio do CD Phenomena com o ex-integrante do Black Sabbath, Glenn Hughes. John Thomas deixou a banda em 2001 depois de terem sido a atração principal do festival ao ar-livre, "Welsh Legends of Rock".
Desfrutando de grande popularidade no Texas, um pouco graças ao legendário promotor musical, o DJ e empresário do ramo de restaurantes, Joe "The Godfather" ou "Mr. Pizza" Anthony na rádio KMAC/KISS da década de 1970, a banda se reuniu para apresentações em 1995, 1996 e 2000 nos festivais ao ar-livre 'La Semana Alegre' em San Antonio, Texas. Eles excursionaram de 2002 a 2006, principalmente pelo Reino Unido, pelas regiões de Nova York/Nova Jérsei, Dallas e realizaram algumas apresentações na Europa incluindo o Festival do Rock da Suécia e um retorno à Polônia pós-comunista.
Budgie gravou um novo álbum intitulado You're All Living In Cuckooland, que foi lançado no Reino Unido no dia 7 de novembro de 2006.

## Integrantes
| Última formação - Burke Shelley – vocal, baixo (1967–1988, 1995–1996, 1999–2010) - Steve Williams – bateria, backing vocals (1974–1986, 1999–2010) - Craig Goldy – guitarra (2007–2010) | Membros anteriores - Tony Bourge – guitarra (1967–1978) - Ray Phillips – bateria (1967–1973) - Pete Boot – bateria (1973–1974) - Rob Kendrick – guitarra, backing vocals (1978–1979) - John "Big" Thomas – guitarra (1979–1988, 1995–1996, 1999–2002) - Duncan Mackay – teclado (1982) - Jim Simpson – bateria (1986–1988) - Robert "Congo" Jones – bateria (1995–1996) - Andy Hart – guitarra (2002–2003) - Simon Lees – guitarra (2003–2007) | Músicos de turnê - Myf Isaac – guitarra (1975–1978) - Lindsey Bridgewater – teclado (1982) |

## Discografia

### Álbuns de estúdio
- Budgie (1971)
- Squawk (1972)
- Never Turn Your Back on a Friend (1973)
- In for the Kill (1974)
- Bandolier (1975)
- If I Were Brittania I'd Waive the Rules (1976)
- Impeckable (1978)
- Power Supply (1980)
- Nightflight (1981)
- Deliver Us from Evil (1982)
- You're All Living In Cuckooland (2006)

### Coletâneas e álbuns ao vivo
- Best of Budgie (1975)
- Best of Budgie (1981)
- An Ecstasy Of Fumbling - The Definitive Anthology (1996)
- The Best Of Budgie (1997)
- Heavier Than Air - Rarest Eggs (1998)
- We Came, We Saw… (2000)
- Life in San Antonio (2002)
- The Last Stage (2004)
- Radio Sessions 1974 & 1978 (2005)
- The BBC Recordings (2006)